# Coral Fang
Albums de The Distillers
Sing Sing Death House
(2002)
Coral Fang est le troisième album studio du groupe punk rock The Distillers, sorti en 2003. C'est le dernier album du groupe qui se séparera deux ans plus tard. Parmi les trois albums studio du groupe, c'est celui qui possède le moins d'influences punk rock et sonne beaucoup plus rock que les albums précédents.
L'accueil critique a été positif, avec le site AllMusic donnant 3 étoiles et demi sur 5, Drowned in Sound et Pitchfork le notant, tous les deux, 8,0/10,

## Liste des morceaux
Toutes les chansons sont écrites par Brody Dalle.
1. Drain the Blood – 3:08
2. Dismantle Me – 2:26
3. Die on a Rope – 2:39
4. The Gallow Is God – 4:35
5. Coral Fang– 2:09
6. The Hunger – 5:27
7. Hall of Mirrors – 3:49
8. Beat Your Heart Out – 2:48
9. Love Is Paranoid – 2:07
10. For Tonight You're Only Here to Know – 3:18
11. Death Sex – 12:17

## Membres du groupe lors de cet enregistrement
- Brody Dalle - chant, guitare
- Tony Bradley - guitare, chœurs
- Andy "Outbreak" Granelli - batterie
- Ryan Sinn - basse, chœurs